# 旧牛奶公司倉庫
座標: 北緯22度16分49秒 東経114度09分21秒 / 北緯22.280239度 東経114.155727度

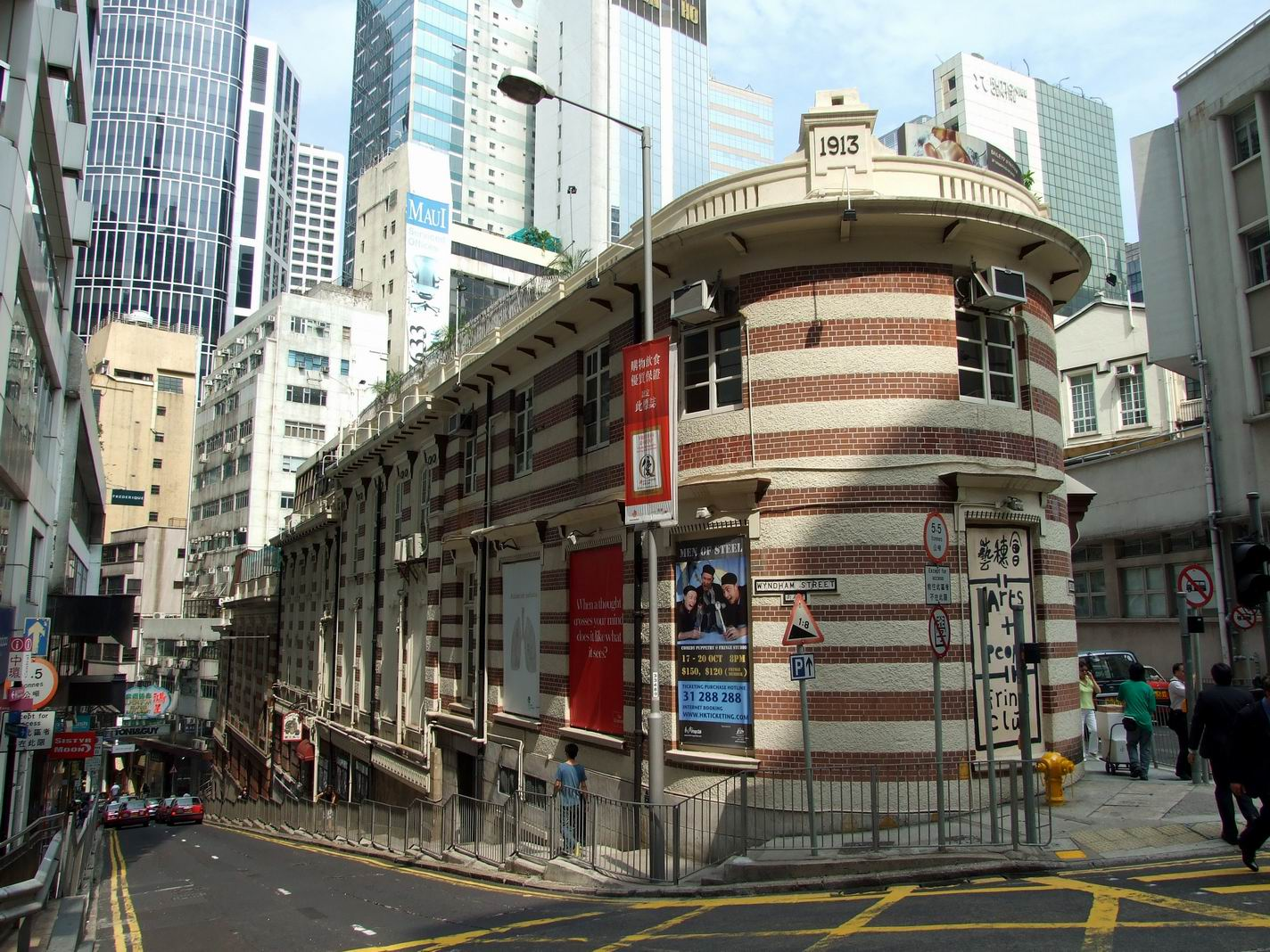
旧牛乳公司倉庫

旧牛奶公司倉庫（きゅうぎゅうのこうしそうこ、中国語: 舊牛奶公司倉庫、中国語: Old Dairy Farm Depot）、は香港中環（セントラル）にある歴史建築である。
この建物は1892年に建造し、三階建ての建築である。最初は牛乳公司の氷室として使われた。1896年、牛乳公司の本社はここに移転した。1913年、この建物は牛乳公司の社長宿舎に改造された。日本軍の占領期間中、牛乳公司倉庫は略奪されたが、戦後に再び牛乳公司の本社として使われた。